# ويليام جولدسميث
ويليام جولدسميث (بالإنجليزية: William Goldsmith)‏ هو موسيقي أمريكي، ولد في 4 يوليو 1972 في سياتل في الولايات المتحدة.

## وصلات خارجية
- ويليام جولدسميث على موقع IMDb (الإنجليزية)
- ويليام جولدسميث على موقع ميوزك برينز (الإنجليزية)
- ويليام جولدسميث على موقع أول ميوزيك (الإنجليزية)
- ويليام جولدسميث على موقع ديسكوغز (الإنجليزية)
- ويليام جولدسميث على موقع قاعدة بيانات الفيلم (الإنجليزية)